# المناطق الميتة

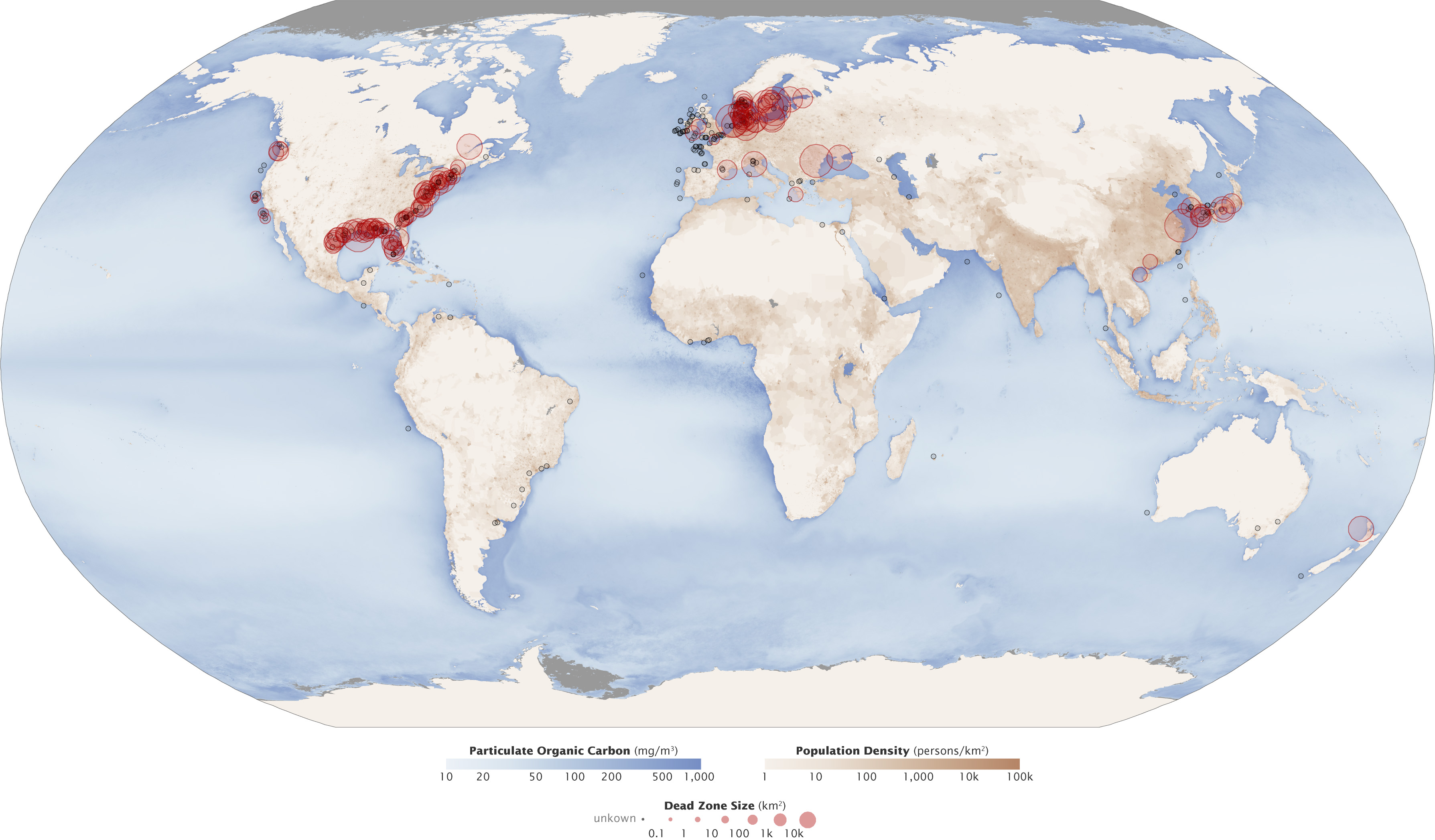
- الدوائر الحمراء: تظهر موقع وحجم العديد من المناطق الميتة.
- النقاط السوداء: تظهر المناطق الميتة التي لها حجم غير معروف.
- إن حجم وعدد المناطق الميتة البحرية - المناطق التي يكون فيها الماء العميق يمتلك نسبة منخفضة جدا من الأكسجين الذائب الذي لا تستطيع الكائنات البحرية أن تنجو منه - نما بشكل متفجر في نصف القرن الماضي. - مرصد الأرض التابع لوكالة ناسا

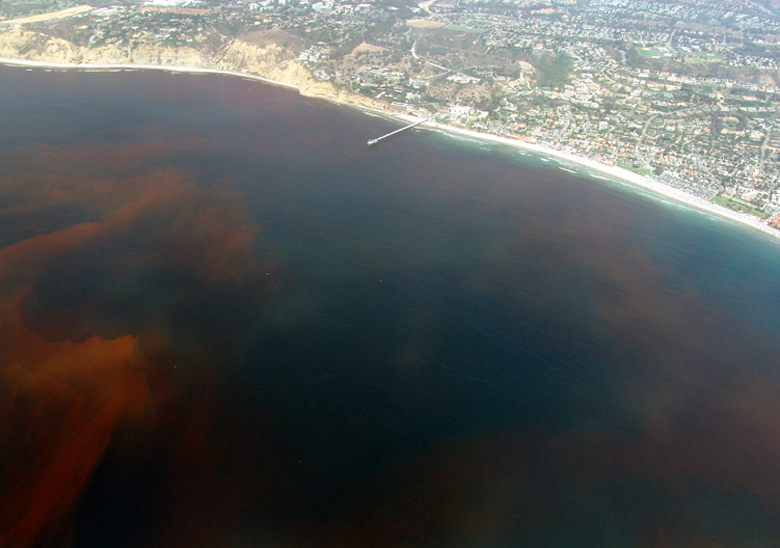
تحلل الطحالب قبالة ساحل لا جولا، سان دييغو، كاليفورنيا.

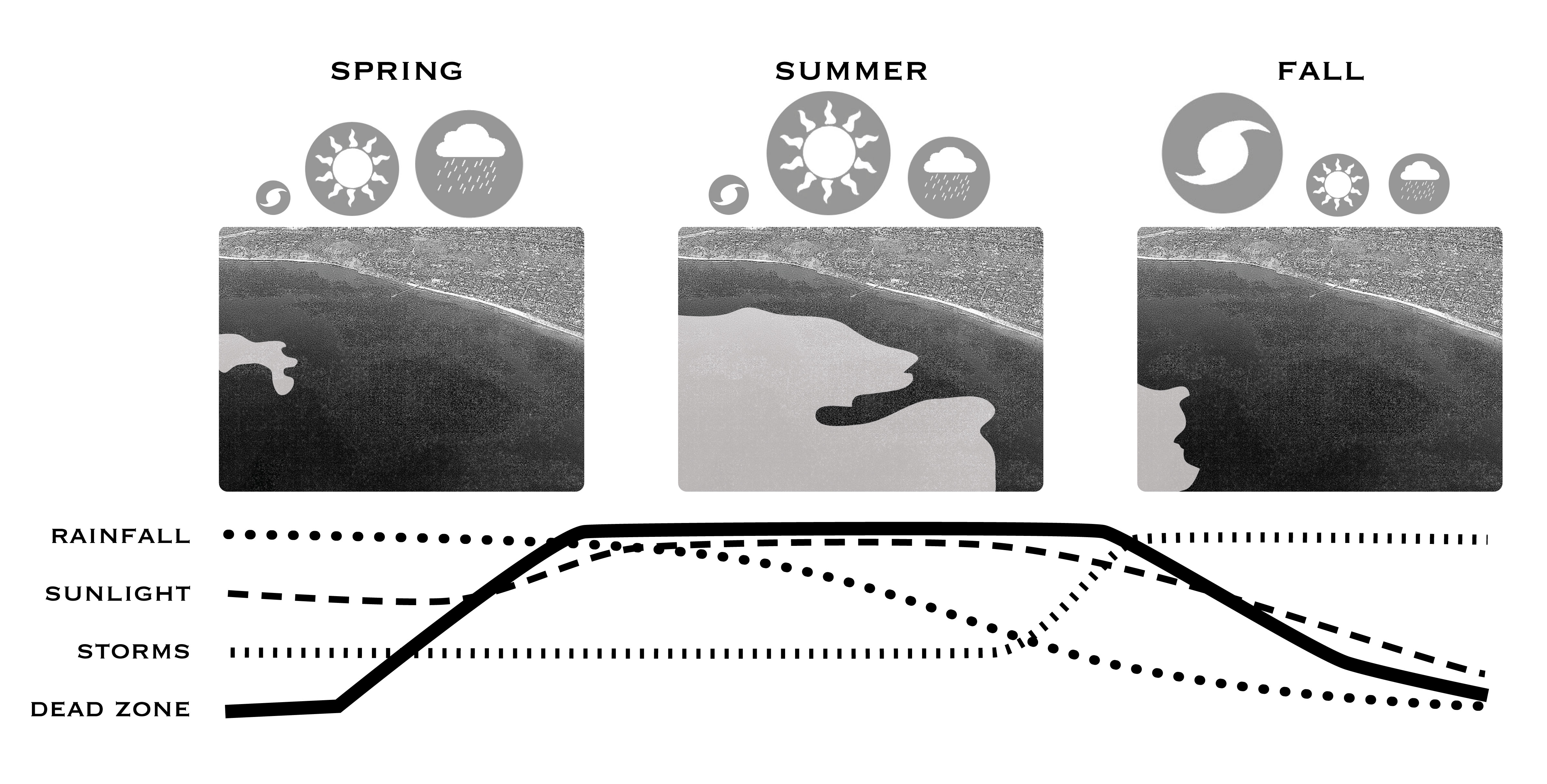
توضح تأثير المناخ على نمو وتراجع المناطق الميتة الإيكولوجية.

المناطق الميتة مصطلح يقصد به المناطق التي تنخفض فيها نسبة الأكسجين في المحيطات والبحيرات الكبيرة في العالم؛ بسبب التلوث المفرط الناجم من الأنشطة البشرية إلى جانب عوامل أخرى تستنفذ الأكسجين المطلوب لدعم الحياة البحرية في قاع المحيط، وفي السبعينات بدأ علماء المحيطات ملاحظة تزايد حالات المناطق الميتة وتحدث هذه المناطق بالقرب من السواحل المأهولة بالسكان.
وفي آذار عام 2004 تم الإبلاغ عن 146 منطقة ميته في محيطات العالم عن طريق الكتاب السنوي الأول لتوقعات البيئية العالمية؛ حيث لا يمكن دعم الحياة البحرية بسبب مستويات الأكسجين المنخفضة.

## الأسباب
قد تنتج المناطق الميتة المائية والبحرية عن زيادة العناصر الغذائية (خاصة النيتروجين والفوسفور) في الماء، المعروفة باسم فرط المغذيات. تُعد هذه المواد الكيميائية اللبنات الأساسية للكائنات وحيدة الخلية، والكائنات العضوية التي تشبه النباتات التي تعيش في عمود الماء، والتي يكون نموها محدودًا جزئيًا بسبب توفر هذه المواد. قد يؤدي فرط المغذيات إلى زيادات سريعة في كثافة أنواع معينة من العوالق النباتية، وهي ظاهرة تعرف باسم انتشار الطحالب.
حذّر عالم المسطحات المائية الداخلية الدكتور ديفيد شيندلر، الذي أدى بحثُه في منطقة البحيرات التجريبية إلى حظر استخدام الفوسفات الضار في المنظفات، من ازدهار الطحالب والمناطق الميتة،
«لم تختفِ أزهار الطحالب التي تقتل الأسماك وتدمر البحيرات الكبرى في ستينيات القرن العشرين وسبعينياته؛ انتقلت غربًا إلى عالم قاحل يفرض فيه الناس والصناعة والزراعة ضرائب متزايدة على جودة المياه العذبة القليلة التي يمكن الحصول عليها... هذه ليست مجرد مشكلة في سهوب البراري. يزداد توسع المناطق الميتة العالمي الناجم عن أزهار الطحالب بسرعة».
يُعد كل من البكتيريا الزرقاء، والطحالب الخضراء، والسوطيات الدوارة، والبذيرات الجيرية، وطحالب الدياتوم، المجموعات الرئيسية للطحالب. تؤدي الزيادة في نسب النيتروجين والفوسفور عمومًا إلى ازدهار البكتيريا الزرقاء. تُستهلك الطحالب الأخرى من قبل الكائنات الحية الموجودة في الماء، ومن ثم لا تتراكم بنفس مقدار تراكم البكتيريا الزرقاء. لا تعد البكتيريا الزرقاء طعامًا جيدًا للعوالق الحيوانية والأسماك، لذلك تتراكم في الماء، وتموت، ثم تتحلل. يستهلك التحلل البكتيري للكتلة الحيوية الخاصة بها الأكسجين الموجود في الماء، ما يخلق حالة نقص تأكسج. قد تتشكل المناطق الميتة نتيجةً لعوامل طبيعية وبشرية. تشمل الأسباب الطبيعية ارتفاع منسوب الماء في المناطق الساحلية والتغيرات في أنماط دوران الرياح والماء. يُعد استخدام الأسمدة الكيمائية السبب البشري الرئيسي لتشكل المناطق الميتة في جميع أنحاء العالم. قد يساهم أيضًا كل من جريان مياه الصرف الصحي السطحي، واستخدام الأراضي في المناطق الحضرية، واستخدام السماد، في حدوث حالة فرط المغذيات.
تشمل المناطق الميتة البارزة في الولايات المتحدة منطقة شمال خليج المكسيك، المحيطة بمصبات نهر المسيسيبي، والمناطق الساحلية في شمال غرب المحيط الهادئ، ونهر إليزابيث في شاطئ فيرجينيا، التي ثبت أنها جميعها أحداث متكررة على مدى السنوات القليلة الماضية.
بالإضافة إلى ذلك، قد تتسبب الظواهر التي تحدث في المحيطات الطبيعية بنزع الأكسجين في أجزاء من عمود الماء. تمتلك المسطحات المائية المغلقة، مثل الخلل البحرية أو البحر الأسود مثلًا، عتبات ضحلة عند مداخلها، الأمر الذي يتسبب بركود المياه هناك لفترة طويلة. خفّض المحيط الهادئ المداري الشرقي والمحيط الهندي الشمالي تراكيز الأكسجين التي يُعتقد أنها موجودة في المناطق حيث يوجد أخفض معدل من دورات استبدال الأكسجين المُستهلك. تُعرف هذه المناطق أيضًا باسم مناطق الحد الأدنى من الأكسجين (مناطق الظل). تكون مناطق الحد الأدنى من الأكسجين في كثير من الحالات مناطق دائمة أو شبه دائمة.
تشير بقايا الكائنات الموجودة داخل طبقات الرواسب بالقرب من مصب نهر المسيسيبي إلى أربعة أحداث نقص تأكسج، وذلك قبل ظهور الأسمدة الاصطناعية. تُعد الأنواع التي تتحمل نقص الأكسجين  في هذه الطبقات الرواسب أكثر البقايا انتشارًا. تتوافق الفترات المشار إليها بواسطة سجل الرواسب مع السجلات التاريخية لتدفق الأنهار المرتفعة التي سجلتها الآلات في فيكسبيرغ في مسيسيبي.
يمكن للتغيرات الحاصلة في دوران تيارات المحيطات، الناجمة عن التغير المناخي المستمر، أن تشارك في خفض نِسب الأوكسجين الموجود في المحيط أو تزيد الأسباب الأخرى لهذا الخفض.
في أغسطس عام 2017، أشار تقرير إلى أن صناعة اللحوم الأمريكية ونظام الاقتصاد الزراعي هما المسؤولان في الغالب عن تشكل أكبر منطقة ميتة في خليج المكسيك. أدى تسيل التربة وترشيح النترات، اللذين تفاقما بسبب إدارة الأراضي الزراعية وممارسات الحرث، بالإضافة إلى استخدام السماد والأسمدة الاصطناعية، إلى تلوث المياه من هارتلاند وحتى خليج المكسيك. يُستخدم جزء كبير من المحاصيل المزروعة في هذه المنطقة بصفتها مكونات علف رئيسية في تربية الحيوانات التي تُربى للاستفادة من لحومها، لشركات الأعمال الزراعية، مثل تايسون للأطعمة وسميثفيلد فودز.

## التأثيرات
تميل الحياة البحرية في المناطق الميتة إلى أن تكون نادرة، بسبب ظروف عوز الأكسجين الموجودة. تميل معظم الأسماك والأحياء القادرة على الحركة إلى الهجرة خارج المنطقة مع انهيار تراكيز الأكسجين، وقد تعاني المجتمعات الأحيائية القاعية خسائرَ فادحةً في ظروف استنزاف الأكسجين بمستويات تقل عن 0.5 ميلليغرام من الأكسجين لكل لتر من الماء. في ظروف نقص الأكسجين الشديد، قد تواجه الحياة الميكروبية تحولات جذرية في هوية المجتمعات الأحيائية أيضًا، ما يؤدي إلى زيادة في وفرة الكائنات اللاهوائية، إذ تنقص كمية الميكروبات الهوائية وتبدل مصادر طاقة أكسدتها.
قد تؤثر مستويات الأكسجين المنخفضة بشدة على قدرة الكائنات الحية على البقاء داخل المنطقة الميتة، وفي نفس الوقت تغلبها على ظروف الأكسجين القاتلة. أظهرت الدراسات التي أجريت على ساحل خليج أمريكا الشمالية أن ظروف نقص الأكسجين تؤدي إلى انخفاض معدلات التكاثر، وأعداد بيض الأسماك، ومعدلات البقاء على قيد الحياة، ومعدلات النمو في مجموعة متنوعة من الكائنات الحية، بما في ذلك اللافقاريات القاعية. تُفقد الكائنات الحية القادرة على مغادرة المنطقة في تراكيز الأكسجين الأقل من 2 ملغ/ل. غالبًا ما تُظهر الكائنات التي تعيش داخل البيئة التي تعاني نقص الأكسجين وغير القادرة على الهروب من المنطقة، في هذه التركيزات من الأكسجين وما دون، تدهورًا في سلوك الإجهاد وتموت. غالبًا ما تُظهر الكائنات الباقية على قيد الحياة والمتكيفة مع ظروف نقص الأكسجين تكيفاتٍ فيزيولوجية مناسبة للاستمرار داخل البيئات التي تعاني نقص الأكسجين. تشمل أمثلة هذه التكيفات زيادة كفاءة تنفس الأكسجين واستهلاكه، وتخفيض الكمية المطلوبة من الأكسجين من خلال خفض معدلات النمو أو الدخول في حالة سبات، وزيادة استخدام المسارات الأيضية اللاهوائية.
إن المخلوقات قاعية المسكن بطيئة التحرك، مثل البطلينوس والكركند والمحار، غير قادرة من الهرب. تندثر جميع الحيوانات المستعمِرة. تُعد إعادة التمعدن وإعادة التدوير الطبيعيتان اللتان تحدثان بين أشكال الحياة القاعية عمليتَين محدودتَين.
يتنوع تأثير المناطق الميتة على مصائد الأسماك وغيرها من الأنشطة التجارية البحرية حسب طول زمن الحدوث والموقع. غالبًا ما تكون المناطق الميتة مصحوبةً بانخفاض في التنوع الحيوي وانهيار في المجتمعات الأحيائية القاعية، ما يقلل من تنوع الغلة في عمليات الصيد التجارية، ولكن في تشكلات المناطق الميتة المرتبطة بحالات فرط التغذية، قد تؤدي الزيادة في توفر المغذيات إلى زيادات مؤقتة في غلات مختارة بين المجتمعات الأحيائية القاعية، مثل البلميات. ومع ذلك، تشير الدراسات إلى أن الزيادة في الإنتاج في المناطق المحيطة لا تعوض انخفاض صافي الإنتاجية الناتج عن وجود المنطقة الميتة. على سبيل المثال، فُقد ما يقدر بنحو 17,000 طن متريّ من الكربون على هيئة فرائس لمصايد الأسماك نتيجة للمناطق الميتة الموجودة في خليج المكسيك.